# Discografia di Roy Orbison
Questa voce contiene la discografia di Roy Orbison, cantautore statunitense.
Nella sua carriera ha interpretato numerosi generi musicali, tra i quali il rock'n'roll, il rockabilly e il pop, ottenendo un ampio successo. Ha pubblicato 24 album in studio, 6 dischi dal vivo e decine di raccolte ufficiali; inoltre ha realizzato due dischi collaborativi con altri artisti.

## Album

### Album in studio
| Anno | Titolo                                                                  | Massima posizione in classifica | Massima posizione in classifica | Massima posizione in classifica | Massima posizione in classifica | Massima posizione in classifica | Massima posizione in classifica | Massima posizione in classifica | Massima posizione in classifica | Massima posizione in classifica | Massima posizione in classifica | Certificazione |
| Anno | Titolo                                                                  | US                              | US Country                      | AUS                             | CAN                             | GER                             | NED                             | NZ                              | NOR                             | SWE                             | UK                              | Certificazione |
| ---- | ----------------------------------------------------------------------- | ------------------------------- | ------------------------------- | ------------------------------- | ------------------------------- | ------------------------------- | ------------------------------- | ------------------------------- | ------------------------------- | ------------------------------- | ------------------------------- | --- |
| 1961 | Lonely and Blue                                                         | —                               | —                               | —                               | —                               | —                               | —                               | —                               | —                               | —                               | 14                              | |
| 1961 | Roy Orbison at the Rock House                                           | —                               | —                               | —                               | —                               | —                               | —                               | —                               | —                               | —                               | —                               | |
| 1962 | Crying                                                                  | 21                              | —                               | —                               | —                               | —                               | —                               | —                               | —                               | —                               | 17                              | |
| 1963 | In Dreams                                                               | 35                              | —                               | —                               | —                               | —                               | —                               | —                               | —                               | —                               | 6                               | |
| 1964 | Oh, Pretty Woman (solo fuori dagli Stati Uniti)                         | —                               | —                               | —                               | —                               | —                               | —                               | —                               | —                               | —                               | 5                               | |
| 1965 | There Is Only One Roy Orbison                                           | 55                              | —                               | —                               | —                               | —                               | —                               | —                               | —                               | —                               | 10                              | |
| 1966 | The Orbison Way                                                         | 128                             | —                               | —                               | —                               | —                               | —                               | —                               | —                               | —                               | 11                              | |
| 1966 | The Classic Roy Orbison                                                 | —                               | —                               | —                               | —                               | —                               | —                               | —                               | —                               | —                               | 12                              | |
| 1967 | Roy Orbison Sings Don Gibson                                            | —                               | —                               | —                               | —                               | —                               | —                               | —                               | —                               | —                               | —                               | |
| 1967 | The Fastest Guitar Alive (come colonna sonora film omonimo)             | —                               | —                               | —                               | —                               | —                               | —                               | —                               | —                               | —                               | —                               | |
| 1967 | Cry Softly Lonely One                                                   | —                               | —                               | —                               | —                               | —                               | —                               | —                               | —                               | —                               | —                               | |
| 1969 | Roy Orbison's Many Moods                                                | —                               | —                               | —                               | —                               | —                               | —                               | —                               | —                               | —                               | —                               | |
| 1970 | Hank Williams the Roy Orbison Way                                       | —                               | —                               | —                               | —                               | —                               | —                               | —                               | —                               | —                               | —                               | |
| 1970 | The Big O (solo fuori dagli Stati Uniti)                                | —                               | —                               | —                               | —                               | —                               | —                               | —                               | —                               | —                               | —                               | |
| 1972 | Roy Orbison Sings                                                       | —                               | —                               | —                               | —                               | —                               | —                               | —                               | —                               | —                               | —                               | |
| 1972 | Memphis                                                                 | —                               | —                               | —                               | —                               | —                               | —                               | —                               | —                               | —                               | —                               | |
| 1973 | Milestones                                                              | —                               | —                               | —                               | —                               | —                               | —                               | —                               | —                               | —                               | —                               | |
| 1975 | I'm Still in Love with You                                              | —                               | —                               | —                               | —                               | —                               | —                               | —                               | —                               | —                               | —                               | |
| 1976 | Regeneration                                                            | —                               | —                               | —                               | —                               | —                               | —                               | —                               | —                               | —                               | —                               | |
| 1979 | Laminar Flow                                                            | —                               | —                               | —                               | —                               | —                               | —                               | —                               | —                               | —                               | —                               | |
| 1987 | In Dreams: The Greatest Hits (ri-registrazione di alcuni suoi successi) | 95                              | —                               | 24                              | —                               | —                               | —                               | 2                               | —                               | —                               | 86                              | |
| 1989 | Mystery Girl                                                            | 5                               | 17                              | 1                               | 4                               | 4                               | 1                               | 7                               | 1                               | 1                               | 2                               | - Stati Uniti: Disco di platino - Australia: Triplo disco di platino - Regno Unito: Disco di platino - Germania: Disco d'oro - Svezia: Disco d'oro - Canada: Triplo disco di platino - Nuova Zelanda: Disco di platino |
| 1992 | King of Hearts                                                          | 179                             | —                               | 25                              | 61                              | —                               | —                               | 18                              | —                               | —                               | 23                              | - Australia: Disco d'oro |
| 2015 | One of the Lonely Ones                                                  | —                               | —                               | 40                              | —                               | —                               | —                               | —                               | —                               | —                               | —                               | |

### Album in collaborazione
| Anno | Titolo                                                         | Massima posizione in classifica | Massima posizione in classifica | Massima posizione in classifica | Massima posizione in classifica | Massima posizione in classifica | Massima posizione in classifica | Massima posizione in classifica | Massima posizione in classifica | Massima posizione in classifica | Massima posizione in classifica | Certificazione |
| Anno | Titolo                                                         | US                              | US Country                      | AUS                             | CAN                             | GER                             | NED                             | NZ                              | NOR                             | SWE                             | UK                              | Certificazione |
| ---- | -------------------------------------------------------------- | ------------------------------- | ------------------------------- | ------------------------------- | ------------------------------- | ------------------------------- | ------------------------------- | ------------------------------- | ------------------------------- | ------------------------------- | ------------------------------- | --- |
| 1986 | Class of '55 (con Johnny Cash, Jerry Lee Lewis e Carl Perkins) | —                               | 15                              | —                               | —                               | —                               | —                               | —                               | —                               | —                               | —                               | |
| 1988 | Traveling Wilburys Vol. 1 (Con i Traveling Wilburys)           | 3                               | —                               | 1                               | 3                               | 10                              | 33                              | 2                               | 2                               | 2                               | 16                              | - Stati Uniti: Triplo disco di platino - Regno Unito: Disco di platino - Germania: Disco d'oro - Svezia: Disco d'oro - Canada: Sei volte disco di platino - Nuova Zelanda: Disco di platino |

### Album dal vivo
| Anno | Titolo                        | Massima posizione in classifica | Massima posizione in classifica | Massima posizione in classifica | Massima posizione in classifica | Massima posizione in classifica | Massima posizione in classifica | Massima posizione in classifica | Certificazione                                     |
| Anno | Titolo                        | US                              | AUS                             | CAN                             | NED                             | NZ                              | SWE                             | UK                              | Certificazione                                     |
| ---- | ----------------------------- | ------------------------------- | ------------------------------- | ------------------------------- | ------------------------------- | ------------------------------- | ------------------------------- | ------------------------------- | -------------------------------------------------- |
| 1989 | A Black & White Night Live    | 123                             | 28                              | 63                              | 68                              | 14                              | 45                              | 51                              | - Stati Uniti:Disco d'oro - Australia: Disco d'oro |
| 1998 | Combo Concert: 1965 Holland   | —                               | —                               | —                               | —                               | —                               | —                               | —                               |                                                    |
| 1998 | Live at the BBC               | —                               | —                               | —                               | —                               | —                               | —                               | —                               |                                                    |
| 1999 | Authorized Bootleg Collection | —                               | —                               | —                               | —                               | —                               | —                               | —                               |                                                    |
| 2010 | The Last Concert              | —                               | —                               | —                               | —                               | —                               | —                               | —                               |                                                    |

### Raccolte
| Anno | Titolo                                                          | Massima posizione in classifica | Massima posizione in classifica | Massima posizione in classifica | Massima posizione in classifica | Massima posizione in classifica | Massima posizione in classifica | Massima posizione in classifica | Massima posizione in classifica | Massima posizione in classifica | Massima posizione in classifica |
| Anno | Titolo                                                          | US                              | US Country                      | AUS                             | CAN                             | GER                             | NED                             | NZ                              | NOR                             | SWE                             | UK                              |
| ---- | --------------------------------------------------------------- | ------------------------------- | ------------------------------- | ------------------------------- | ------------------------------- | ------------------------------- | ------------------------------- | ------------------------------- | ------------------------------- | ------------------------------- | ------------------------------- |
| 1962 | Roy Orbison's Greatest Hits                                     | 13                              | —                               | —                               | —                               | 31                              | —                               | —                               | —                               | —                               | 40                              |
| 1964 | More of Roy Orbison's Greatest Hits                             | 19                              | —                               | —                               | —                               | —                               | —                               | —                               | —                               | —                               | —                               |
| 1964 | Exciting Sounds of Roy Orbison                                  | —                               | —                               | —                               | —                               | —                               | —                               | —                               | —                               | —                               | 17                              |
| 1964 | Early Orbison                                                   | 101                             | —                               | —                               | —                               | —                               | —                               | —                               | —                               | —                               | —                               |
| 1965 | Orbisongs                                                       |                                 |                                 |                                 |                                 |                                 |                                 |                                 |                                 |                                 |                                 |
| 1966 | The Very Best of Roy Orbison (1966 release)                     | 94                              | —                               | —                               | —                               | —                               | —                               | —                               | —                               | —                               | —                               |
| 1972 | The All-Time Greatest Hits of Roy Orbison                       | —                               | 23                              | —                               | —                               | —                               | —                               | —                               | —                               | —                               | 39                              |
| 1975 | The Best of Roy Orbison                                         | —                               | —                               | —                               | —                               | —                               | —                               | —                               | —                               | —                               | 1                               |
| 1981 | Golden Days: The Collection Of 20 All-Time Greats               | —                               | —                               | —                               | —                               | —                               | —                               | 17                              | —                               | —                               | 63                              |
| 1976 | The Very Best of Roy Orbison                                    | —                               | —                               | —                               | —                               | —                               | 61                              | —                               | —                               | —                               | —                               |
| 1988 | For the Lonely: 18 Greatest Hits                                | 110                             | —                               | —                               | —                               | —                               | —                               | —                               | —                               | —                               | —                               |
| 1988 | The Legendary Roy Orbison 20 Original Hits/Recordings           | —                               | —                               | —                               | 53                              | —                               | —                               | —                               | —                               | —                               | 1                               |
| 1989 | The Collection                                                  | —                               | —                               | —                               | —                               | —                               | 7                               | —                               | —                               | —                               | —                               |
| 1989 | The Very Best of Roy Orbison: You Got It                        | —                               | —                               | 20                              | —                               | —                               | —                               | 22                              | —                               | —                               | —                               |
| 1989 | Blue Bayou—Seine 24 Schönsten Love-Songs                        | —                               | —                               | —                               | —                               | 13                              | —                               | —                               | —                               | —                               | —                               |
| 1990 | Ballads                                                         | —                               | —                               | —                               | —                               | —                               | —                               | —                               | —                               | —                               | 38                              |
| 1991 | The Very Best of (con Fats Domino)                              | —                               | —                               | —                               | —                               | —                               | —                               | 18                              | —                               | —                               | —                               |
| 1995 | Super Hits                                                      | 104                             | 54                              | —                               | —                               | —                               | —                               | —                               | —                               | —                               | —                               |
| 1996 | The Very Best of Roy Orbison (prima raccolta con questo nome)   | 186                             | 29                              | 23                              | —                               | 75                              | —                               | —                               | 8                               | 33                              | 18                              |
| 1999 | 16 Biggest Hits                                                 | —                               | 47                              | —                               | —                               | —                               | —                               | —                               | —                               | —                               | —                               |
| 2000 | The Very Best of                                                | —                               | —                               | —                               | —                               | 77                              | —                               | —                               | 4                               | 1                               | —                               |
| 2001 | Love Songs                                                      | —                               | —                               | —                               | —                               | —                               | —                               | —                               | —                               | 8                               | 4                               |
| 2002 | 20 Golden Hits                                                  | —                               | 69                              | —                               | —                               | —                               | —                               | —                               | —                               | —                               | —                               |
| 2004 | The Platinum Collection                                         | —                               | —                               | —                               | —                               | —                               | —                               | —                               | —                               | —                               | 16                              |
| 2006 | The Essential Roy Orbison                                       | —                               | 62                              | 39                              | —                               | —                               | 35                              | —                               | 6                               | 5                               | —                               |
| 2006 | The Very Best of Roy Orbison (seconda raccolta con questo nome) | —                               | —                               | 11                              | 33                              | —                               | —                               | 3                               | —                               | —                               | 20                              |
| 2008 | Playlist: The Very Best of Roy Orbison                          | —                               | 50                              | —                               | —                               | —                               | —                               | —                               | —                               | —                               | —                               |
| 2001 | The Monument Singles A-Sides (1960–1964)                        | —                               | 50                              | 26                              | —                               | —                               | —                               | 34                              | —                               | —                               | 87                              |
| 2011 | The Monument Singles Collection (1960–1964)                     | —                               | 55                              | 26                              | —                               | —                               | —                               | 34                              | —                               | —                               | 87                              |
| 2011 | Opus Collection                                                 | 65                              | 12                              | —                               | —                               | —                               | —                               | —                               | —                               | —                               | —                               |
| 2016 | The Ultimate Collection                                         | —                               | —                               | 12                              | —                               | —                               | —                               | —                               | —                               | —                               | 10                              |
| 2017 | A Love So Beautiful (con la Royal Philharmonic Orchestra)       | 151                             | —                               | 9                               | —                               | —                               | —                               | 9                               | —                               | —                               | 2                               |
| 2018 | Unchained Melodies (con la Royal Philharmonic Orchestra)        | —                               | —                               | 32                              | —                               | —                               | —                               | —                               | —                               | —                               | 3                               |